# Violets for Your Furs (альбом)
Violets for Your Furs — концертный альбом американской певицы и пианистки Ширли Хорн, выпущенный в 1981 году на датском лейбле SteepleChase Records. Продюсером записи стал Нильс Винтер.
Как и предыдущий, этот альбом был записан во время выступлений Хорн на фестивале North Sea Jazz Festival в период с 10 по 12 июля 1981 года в Гаагае, Нидерланды. Компанию певице на сцене составили гитарист Чарльз Эйблс и барабанщик Билли Харт.

## Отзывы критиков
Рецензент AllMusic Скотт Яноу рекомендовал альбом к прослушиванию, заявив, что хоть это и менее известный альбом, но он находится на том же высоком уровне, что и самые продаваемые альбомы Хорн на Verve Records.

## Список композиций
| №  | Название                            | Автор(ы)                                    | Длительность |
| -- | ----------------------------------- | ------------------------------------------- | ------------ |
| 1. | «Love Is Here to Stay»              | Джордж Гершвин, Айра Гершвин                | 3:27         |
| 2. | «Georgia on My Mind»                | Хоги Кармайкл, Стюарт Горрелл               | 7:25         |
| 3. | «Gee, Baby, Ain’t I Good to You»    | Энди Разаф, Дон Редман                      | 3:40         |
| 4. | «Lover Man (Oh, Where Can You Be?)» | Джимми Дэвис, Роджер Рамирес, Джеймс Шерман | 5:18         |

| №                   | Название                          | Автор(ы)                                                | Длительность |
| ------------------- | --------------------------------- | ------------------------------------------------------- | ------------ |
| 1.                  | «Violets for Your Furs»           | Том Эдэйр, Мэтт Деннис                                  | 4:56         |
| 2.                  | «Baby Won’t You Please Come Home» | Чарльз Уорфилд, Кларенс Уильямс                         | 4:14         |
| 3.                  | «My Man»                          | Жак Шарль, Ченнинг Поллак, Альберт Уилеметц, Морис Ивен | 10:16        |
| Общая длительность: | Общая длительность:               | Общая длительность:                                     | 39:11        |

| №                   | Название                         | Автор(ы)                                 | Длительность |
| ------------------- | -------------------------------- | ---------------------------------------- | ------------ |
| 8.                  | «More Than You Know»             | Эдвард Элиску, Билли Роуз, Винсент Юманс | 4:18         |
| 9.                  | «I Didn’t Know What Time It Was» | Лоренц Харт, Ричард Роджерс              | 2:25         |
| Общая длительность: | Общая длительность:              | Общая длительность:                      | 45:55        |